# Amplicincia pallida
Amplicincia pallida är en fjärilsart som beskrevs av Butler 1878. Amplicincia pallida ingår i släktet Amplicincia och familjen björnspinnare. Inga underarter finns listade i Catalogue of Life.